# Agraulis vanillae

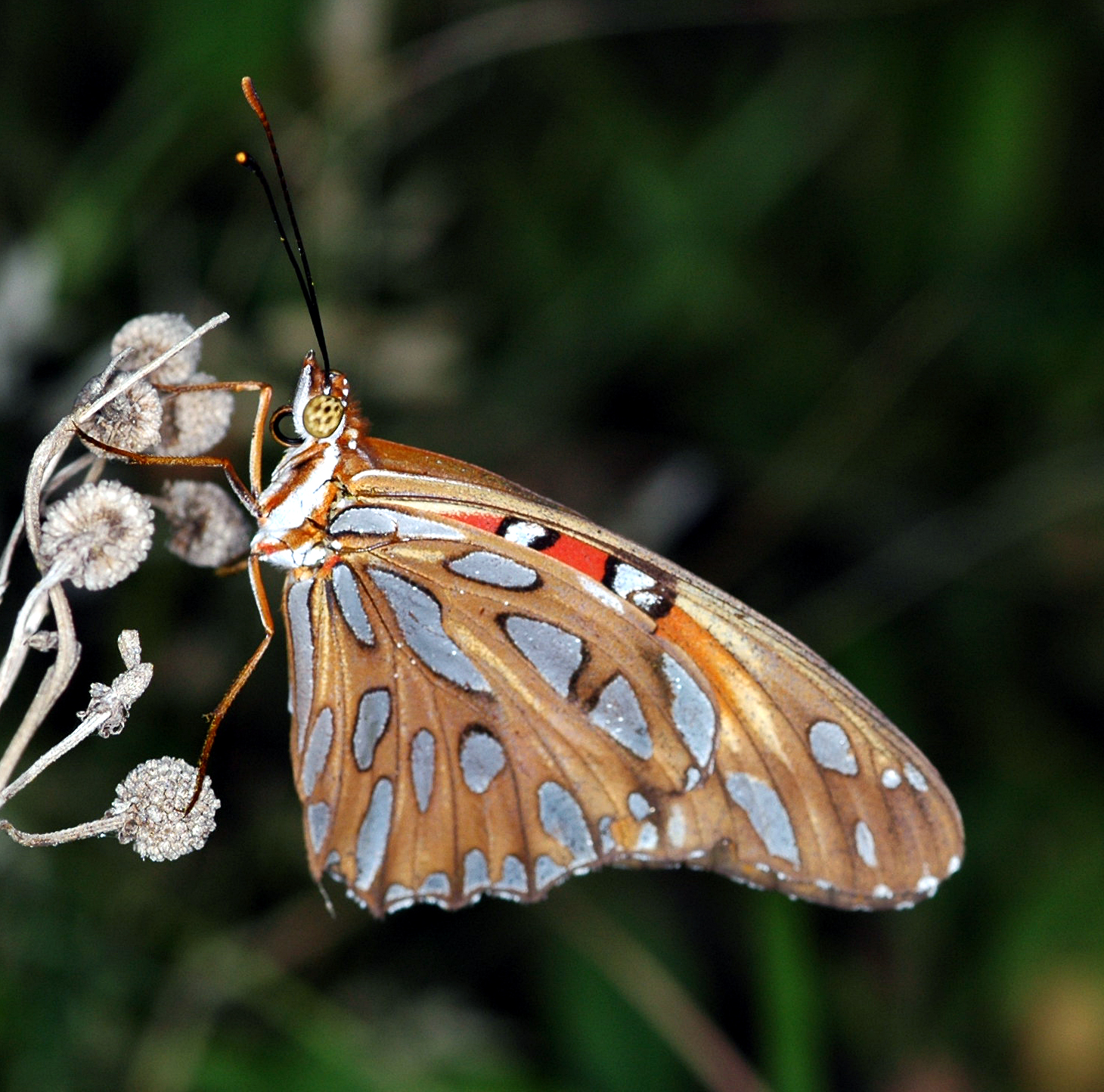
Flügelunterseiten

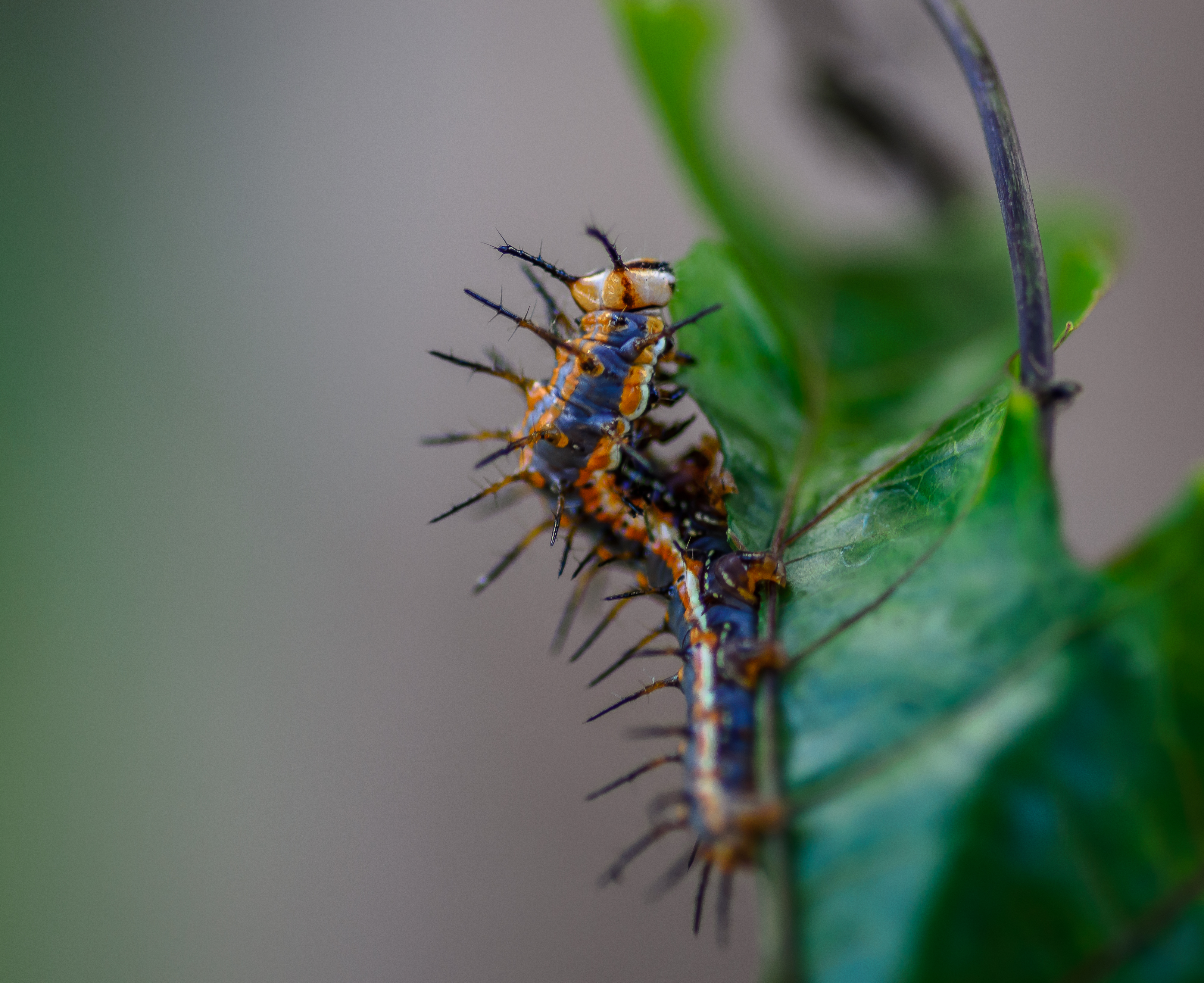
Raupe

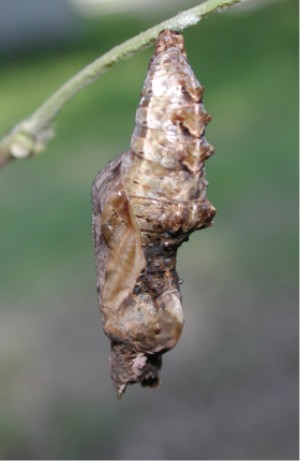
Puppe

Agraulis vanillae (engl.: „Gulf Fritillary“) ist ein Schmetterling aus der Familie der Edelfalter (Nymphalidae).

## Merkmale
Die Falter erreichen eine Flügelspannweite von 63 bis 95 Millimetern, wobei die Weibchen etwas größer werden. Die Oberseiten ihrer Flügel sind kräftig orange gefärbt und tragen eine zarte schwarze Musterung. Nahe dem Vorderrand der Vorderflügel befinden sich je drei weiße, schwarz umringte Flecken. Mehrere weitere, zum Teil langgestreckte schwarze Flecken befinden sich in der Nähe des Außenrandes und in der Mitte der Vorderflügel. Der Außenrand der Hinterflügel ist breit schwarz gesäumt. Der Innenrand dieses Saums ist unterschiedlich stark gewellt. Innerhalb des Saums befinden sich mehr oder weniger runde, orange Flecken. Die Unterseiten der Flügel haben eine braune Grundfarbe. Die Vorderflügel sind basal orange gefärbt, zwischen diesem und dem braunen Bereich befindet sich eine in die jeweilige Farbe verlaufende, beige Binde. Auf der Unterseite beider Flügelpaare finden sich ausgedehnte hell silbrig glänzende, zumeist längliche Flecken. Auf den Vorderflügeln befinden sich diese um die Flügelspitze, auf den Hinterflügeln sind sie überall verteilt. Der Körper der Tiere ist oberseits braun, unterseits weiß gefärbt.
Die Raupen erreichen eine Länge von ungefähr 40 Millimetern und haben eine orange Grundfarbe. Längs des Körpers verlaufen mehrere etwas dunklere Längslinien. Auf jedem Segment befinden sich ringförmig angeordnete, lange, schwarz gefärbte und schwach verästelte Dornen. 
Die Puppe ist braun gefleckt und ahmt ein vertrocknetes Blatt nach (Mimese).

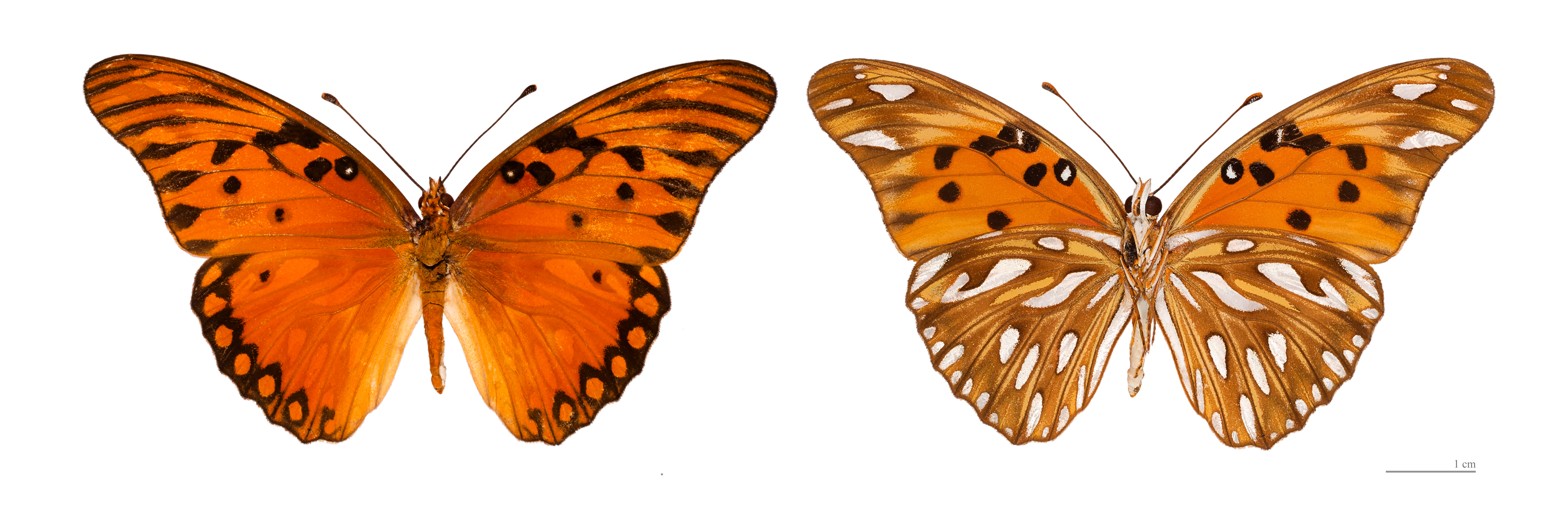
Agraulis vanillae vanillae ♂ - Zwei Ansichten des gleichen Exemplars

## Vorkommen
Die Art ist von Süd- über Mittelamerika, Mexiko und die Karibik bis in den Süden der Vereinigten Staaten verbreitet. Als Wanderfalter ist sie auch weiter nördlich bekannt, das Vorkommen nimmt aber nach Norden zunehmend ab, so dass sie im Norden der USA nicht mehr vorkommt. Man findet die Tiere auf Weiden und offenem Gelände, in subtropischen Sekundärwäldern, aber auch in Parks und Gärten.

## Lebensweise
Die Imagines saugen Nektar, beispielsweise an Wandelröschen, Venuskamm, Kordien oder Korbblütlern. Die Falter haben einen schnellen, aber ungleichmäßigen Flug und werden stark von Blüten angezogen. Die Weibchen legen ihre gelben Eier einzeln an verschiedenen Teilen der Raupennahrungspflanzen ab. Die Überwinterung erfolgt als Imago.

### Flug- und Raupenzeiten
Bis in den Süden von Texas und Florida fliegt Agraulis vanillae in mehreren Generationen das ganze Jahr hindurch, weiter nördlich fliegt die Art von Januar bis November.

### Nahrung der Raupen
Die Raupen ernähren sich von Passionsblumen (Passiflora), wie beispielsweise von der Fleischfarbenen Passionsblume (Passiflora incarnata) und Passiflora foetida.